# Gouvernement Picqué I
Gouvernement de la Région de Bruxelles-Capitale
Aucun Picqué II
Le Gouvernement Picqué I est le tout premier gouvernement de la Région de Bruxelles-Capitale, en Belgique, dirigé par le socialiste Charles Picqué et formé par une coalition hexapartite, associant la famille socialiste (PS francophone et SP flamand), le Front démocratique de Francophones (FDF), la famille démocrate-chrétienne (PSC et CVP) et le parti nationaliste flamand Volksunie (VU).
Ce gouvernement a été institué le 12 juillet 1989 à la suite des élections régionales du 18 juin 1989.
Le Gouvernement Picqué II a succédé à ce gouvernement, le 22 juin 1995.

## Composition du Gouvernement
| Fonction | Titulaire | Titulaire              | Titulaire                                 | Parti |
| --- | --------- | ---------------------- | ----------------------------------------- | ----- |
| Ministre-Président chargé de l’Aménagement du Territoire, des Pouvoirs locaux et de l’Emploi                       |           | Charles Picqué en 2006 | Charles Picqué                            | PS    |
| Ministre du Logement, de l’Environnement, de la Conservation de la nature et de la Politique de l’eau              |           | Georges Désir          | Georges Désir (jusqu'au 17/12/1991)       | FDF   |
| Ministre du Logement, de l’Environnement, de la Conservation de la nature et de la Politique de l’eau              |           | Didier Gosuin          | Didier Gosuin (à partir du 17/12/1991)    | FDF   |
| Ministre des travaux publics, des Communications et de la Rénovation des sites d’activités économiques désaffectés |           | Jean-Louis Thys        | Jean-Louis Thys (jusqu'au 24/03/1994)     | PSC   |
| Ministre des travaux publics, des Communications et de la Rénovation des sites d’activités économiques désaffectés |           | Dominique Harmel       | Dominique Harmel (à partir du 24/03/1994) | PSC   |
| Ministre de l'Économie                                                                                             |           | Rufin Grijp            | Rufin Grijp                               | SP    |
| Ministre des finances, du Budget, de la Fonction publique et des Relations extérieures                             |           | Jos Chabert en 2006    | Jos Chabert                               | CVP   |
| Secrétaire d’État adjoint au ministre-Président                                                                    |           | Christian D'Hoogh      | Christian D'Hoogh (jusqu'au 12/01/1990)   | PS    |
| Secrétaire d’État adjoint au ministre-Président                                                                    |           | Robert Hotyat          | Robert Hotyat (à partir du 12/01/1990)    | PS    |
| Secrétaire d'État adjoint au ministre de l’Exécutif de la Région de Bruxelles-Capitale                             |           | Didier Gosuin          | Didier Gosuin (jusqu'au 17/12/1991)       | FDF   |
| Secrétaire d'État adjoint au ministre de l’Exécutif de la Région de Bruxelles-Capitale                             |           | Didier van Eyll        | Didier van Eyll (à partir du 17/12/1991)  | FDF   |
| Secrétaire d'État adjoint au ministre de l’Exécutif de la Région de Bruxelles-Capitale                             |           | Vic Anciaux vers 2017  | Vic Anciaux                               | VU    |